# Denise Bourdet
Pour les articles homonymes, voir Bourdet.
Denise Bourdet, dite de Saint-Légier, née Denise Rémon le 20 juin 1892 à Tours et morte le 11 octobre 1967 à Paris 7e, est une femme du monde, femme de lettres, auteure et traductrice française.

## Biographie
Denise Rémon, était la fille de Maurice Rémon (1861-1945), professeur d'allemand au Lycée Carnot, romancier (Le Grand Soir) et surtout prolifique traducteur de romans et de pièces de théâtre, de l'allemand aussi bien que de l'anglais. Elle vécut une jeunesse insouciante, au cours de laquelle lui furent prêtés bien des amants (e. a. Paul Morand, Charles de Noailles).
Les Rémon villégiaturaient à Royan. Lorsque Denise interpréta avec Jacques Février de la musique pour piano d'Eric Satie, elle fut remarquée par le comte de Saint-Légier de La Sausaye. Ils se fiancèrent en septembre 1911 et se marièrent le 25 mars 1912.
La vie monotone à Cognac ne plut pas à la comtesse aux seins légers (dixit Jean Giraudoux) et elle s'échappa bientôt en se faisant de nouveaux amis à Bordeaux et à Paris. Parmi eux, dès 1914, Édouard Bourdet. Divorcée début 1919, Denise se maria avec lui le 17 novembre 1921. Lui-même avait divorcé en mars 1921 d'avec Catherine Pozzi qui lui avait donné en 1909 un fils, Claude Bourdet.
En épousant Édouard Bourdet elle entra dans le monde du théâtre et des mondanités de l'entre-deux-guerres. Ensemble ils recevaient beaucoup et tinrent ainsi un des salons littéraires connus de la capitale. Elle remémora ce temps dans le livre qu'elle consacra à son défunt mari.
Grâce à la demoiselle Madeleine Le Chevrel, qui tenait salon, Denise fit son entrée dans un milieu intellectuel où elle rencontrait Reynaldo Hahn, Jacques-Emile Blanche, Lucien Daudet, Jacques de Lacretelle et François Mauriac, qui à leur tour lui ouvrirent de nombreuses portes. Son charme et son intelligence firent le reste.
Sa vie se déroulait principalement dans deux demeures : le grand appartement du Quai d'Orsay ainsi que la Villa blanche à Toulon, qui fut décorée en août 1932 par Cocteau.
Après la Deuxième guerre, les pièces de boulevard de Bourdet passèrent de mode et les droits d'auteur devinrent maigres. Devenue veuve et n'ayant plus les moyens suffisants, Denise fut dans la nécessité de ralentir son train de vie et de se trouver des revenus. Elle y parvint en se faisant critique littéraire pour La Revue de Paris et critique musical pour Le Figaro Littéraire.
Ses multiples relations lui facilitèrent l'ouverture de bien des portes. Les nombreuses rencontres qu'elle fit et qui débouchaient sur des articles permettant de mieux connaître l'écrivain ou le compositeur ou musicien qu'elle avait rencontré, furent rassemblés dans des recueils, à chaque fois présentés par un écrivain prestigieux.
La 'Villa blanche' fut vendue et discrètement elle vendit en viager son appartement du Quai d'Orsay à son ami de jeunesse le comte Charles de Noailles.
Au cours des deux décennies après la guerre, elle vécut la période où les salons littéraires brillaient de leurs derniers feux. Dans Les salons de Paris elle a décrit ceux de Marie-Louise Bousquet, du baron et de la baronne de Cabrol, de Lise Deharme, de Nathalie Barney, de la veuve d'Edmond Rostand, de Florence Gould, de la comtesse Jean de Polignac et de la vicomtesse Marie-Laure de Noailles. Elle-même était l'invitée de tous ces salons, comme elle l'était pendant les vacances dans les châteaux et demeures de ses amis riches et souvent titrés. Elle les remerciait en les invitant dans sa loge à la Comédie Française, qu'elle devait au fait que son défunt époux y avait été administrateur.
Denise Rémon fut membre du jury du Prix Médicis.
Elle est inhumée dans la 13e division du Cimetière de Passy.

## Portrait par un ami
Roger Peyrefitte a écrit sur elle :

« Elle fut ma plus grande amie. Elle a illuminé ma vie littéraire et ma vie tout court. Tout nous rapprochait, rien ne nous a séparés (...) l'une des femmes les plus distinguées, les plus élégantes, les plus intelligentes de l'après-guerre.  Ce qui rapprochait tout d'abord, c'était la même conception de la littérature (...). Nous rapprochait également notre commune origine. Et nous nous retrouvions, accédant ensemble à des sociétés brillantes, dont nous aimions les manières, le décor et le style de vie. Enfin, elle avait comme moi le goût du mot d'esprit, voire la dent dure. Elle n'était jamais dupe de rien ni de personne (...) menait une existence de parasite distinguée. Amie de tous, elle était sans cesse invitée (...). Très intelligente, elle savait se rendre indispensable, et avait aussi l'art d'organiser les relais »

— Roger Peyrefitte, Propos secrets, p. 33–35
.

## Œuvres
- Edouard Bourdet et ses amis, préface de Jean Cocteau, Paris, la Jeune Parque, 1946
- Cinquante ans d'élégance et d'art de vivre, traduction de The glass of fashion par Cecil Beaton, préface de Christian Dior, suivie du portrait de Cecil Beaton par Violette Trefusis, Paris, Amiot-Dumont, 1954 ; rééd. Cecil Beaton, cinquante ans d'élégance et d'art de vivre, Paris, Éditions Séguier, 352 p., 2017  (ISBN 978-2840497240)
- Château Lafite Rothschild, le premier des grands crus classés du Médoc, impr. de Keller, 1955
- Pris sur le vif, préface de Paul Morand, avec un portrait de l'auteur par Jean Cocteau, Paris, Plon, 1957
- Visages d'aujourd'hui, préface de François Mauriac, Paris, Plon, 1960
- Brèves rencontres, préface de Roger Peyrefitte, Paris, B. Grasset, 1963
- Encre sympathique, préface de Félicien Marceau, Paris, B. Grasset, 1966